# Tobermory
Tobermory (en gaélique écossais : Tobar Mhoire) est un burgh du nord-est de l'île de Mull, dans les Hébrides intérieures en Écosse. Fondée comme un port de pêche, son plan de développement initial se base sur les travaux de l'ingénieur Thomas Telford.
Cette ville est devenue célèbre car la vue de son port aux maisons multicolores constitue le décor de l'émission pour enfants Balamory (en), produite par la BBC, de 2002 à 2005. La ville est aussi connue pour sa distillerie, Tobermory.

## Histoire
La légende veut que l'épave d'un galion espagnol, chargé d'or, se trouve quelque part dans la vase au fond de la baie de Tobermory - bien que la véritable identité et la cargaison du navire, sont encore discutés. Selon certains témoignages, en 1588, le Florencia (ou Florida, or San Francisco), un navire de l'Invincible Armada, dans sa tentative de rejoindre l'Espagne par l'Atlantique Nord, jette l'ancre à Tobermory dans le but de se ravitailler. À la suite d'un litige relatif au paiement (ou peut-être, selon le folklore local, un sort jeté par la sorcière Dòideag), le navire prend feu et la poudrière explose, entrainant le naufrage du navire. Dans ses cales, la légende veut qu'il y avait 300 000 livres en lingots d'or.
D'autres sources affirment le navire était le San Juan de Sicilia (ou San Juan Baptista), pour lequel les archives indiquent, qu'il transportait des troupes, et pas de trésor,,
Quelle que soit la véritable histoire, aucun trésor significatif n'a jamais été récupérée dans la baie de Tobermory
La plus grande tentative de localisation du galion se fit en 1950, lorsque le duc d'Argyll signa un contrat avec l'Amirauté britannique pour localiser le galion. Rien ne sortit de cette tentative, sinon le développement des équipements encore utilisés aujourd'hui pour localiser des épaves.
En raison de similitudes dans les conditions de navigation, au milieu des années 1800, des marins émigrés ont créé la communauté de Tobermory, située en Ontario, au Canada. Cette ville du même nom a deux ports jumeaux, connus localement comme "Big Tub" et "Little Tub", qui abritent les navires contre les tempêtes sévères du lac Huron. Big Tub Harbour est le plus grand port naturel d'eau douce du Canada. Il y a eu de nombreux naufrages à proximité de sorte qu'il y a sur place une entreprise florissante de plongée sous-marine.
Pendant la Seconde Guerre mondiale, Tobermory fut la base d'entraînement de la Royal Navy, du HMS Western Isles, sous le commandement du légendaire vice-amiral Sir Gilbert Stephenson. La biographie de la prétendue Terror of Tobermory's a été écrite par Richard Baker, qui a été formé sous ses ordres,.